# کریستوفر اسکات (دوچرخه‌سوار)
کریستوفر اسکات (انگلیسی: Christopher Scott؛ زادهٔ ۲۹ اکتبر ۱۹۶۸) دوچرخه‌سوار اهل استرالیا است. او با عارضه ی Cerebral palsy (نوعی ناتوانی حرکتی ) متولد شد . وی در مسابقات کشوری و بین‌المللی در مجموع برندهٔ ۶ مدال طلا، ۲ مدال نقره، ۲ مدال برنز شده‌است.